# Hubert Renfro Knickerbocker

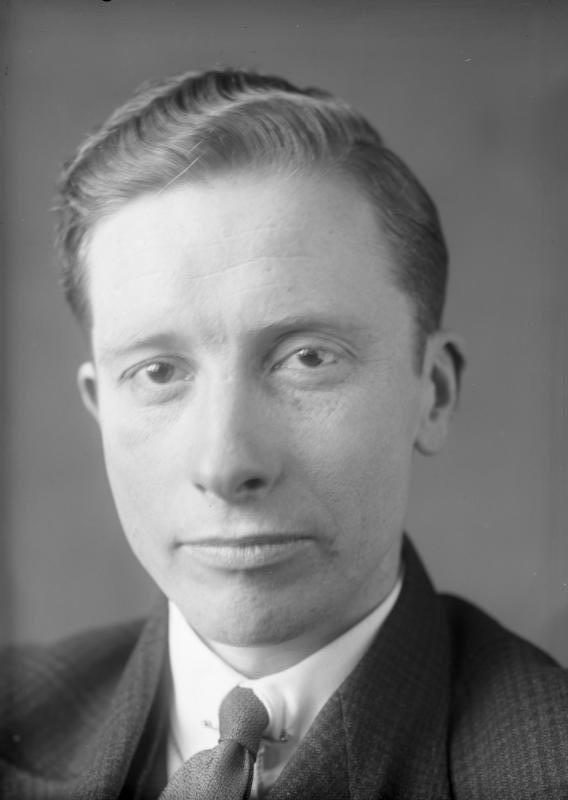
Hubert Renfro Knickerbocker

Hubert Renfro Knickerbocker (31 de janeiro de 1898 - 12 de julho de 1949) foi um jornalista e autor norte-americano. Ele foi apelidado de "Red" pela cor de seu cabelo.

## Início da vida
Knickerbocker nasceu em Yoakum, Texas. O pai de Knickerbocker era o reverendo Hubert Delancey Knickerbocker.

## Educação
Knickerbocker formou-se na Southwestern University, no Texas, e depois estudou psiquiatria na Columbia University.

## Carreira
Knickerbocker era um jornalista, conhecido por reportar sobre a política alemã antes e durante a Segunda Guerra Mundial. De 1923 a 1933 ele relatou de Berlim, mas por causa de sua oposição a Adolf Hitler ele foi deportado quando Hitler chegou ao poder. Em 1º de dezembro de 1930, Knickerbocker entrevistou a mãe do líder soviético Stalin, Keke Geladze em Tiflis para o New York Evening Postt por meio de um intérprete georgiano. O artigo foi intitulado “Stalin Mystery Man até sua mãe”.
Em 1932 viajou pela Europa para o livro "A Europa se recupera". Ele entrevistou muitos líderes estatais entre eles Mussolini e a segunda pessoa mais importante do partido NSDAP da Alemanha, Gregor Strasser. Seu relatório sobre o fascismo italiano é cheio de elogios à "estabilidade" do regime. Ele também elogia a "ala esquerda" de Strasser do partido NSDAP e a semi-ditadura do governo Papen. Não há nenhum indício de advertência sobre o nazismo no livro, mas sim uma recomendação para seu sucesso na Itália. De volta à América, após o reinado de terror de Hitler tornou-se o rosto do NSDAP, ele começou a escrever sobre a ameaça representada pelo nazismo. Em 15 de abril de 1933, ele escreveu no New York Evening Post: "Um número indeterminado de judeus foi morto. Centenas de judeus foram espancados ou torturados. Milhares de judeus fugiram. Milhares de judeus foram, ou serão, privados de seu sustento”. Em 1931, como correspondente do New York Evening Post e do Philadelphia Public Ledger, ganhou o Prêmio Pulitzer por "uma série de artigos sobre a operação prática do Plano Quinquenal na Rússia".
Em 1936 cobriu a Guerra Civil Espanhola para o grupo Hearst Press. Como outros repórteres estrangeiros, seu trabalho foi progressivamente prejudicado pelas autoridades rebeldes, que finalmente prenderam Knickerbocker em abril de 1937 e o deportaram pouco depois. De volta aos Estados Unidos, escreveu um artigo para o The Washington Times —publicado em 10 de maio de 1937— no qual expunha a brutal repressão e a sociedade "antissemita, misógina e antidemocrática" que os nacionalistas planejavam desenvolver, segundo as declarações feitas por Gonzalo de Aguilera, oficial franquista de ligação com a imprensa estrangeira na época. No dia seguinte, o congressista Jerry J. O'Connell citou o artigo extensivamente na Câmara dos Deputados devido à preocupação gerada.
Após a Segunda Guerra Mundial, Knickerbocker foi trabalhar para a estação de rádio WOR, em Newark, Nova Jersey. Ele estava em missão com uma equipe de jornalistas em turnê pelo Sudeste Asiático quando todos foram mortos em um acidente de avião perto de Bombaim, na Índia, em 12 de julho de 1949.

## Vida pessoal
Knickerbocker casou-se primeiro com Laura Patrick em 1918, e eles tiveram um filho, Conrad, que se tornou um revisor diário de livros do The New York Times. Seu segundo casamento foi com Agnes Schjoldager, com quem teve três filhas, incluindo Miranda, que se casou com o ator Sorrell Booke.

## Principais publicações
- Fighting the Red Trade Menace (1931)
- The New Russia (1931)
- Soviet Trade and World Depression (1931)
- The Soviet Five Year Plan and Its Effect on World Trends (1931)
- Can Europe Recover? (1932)
- The German Crisis (1932)
- Germany-Fascist or Soviet? (1932)
- The Truth about Hitlerism (1933)
- The Boiling Point: Will War Come in Europe? (1934)
- ’’Is Tomorrow Hitler’s? 200 Questions On The Battle of Mankind’ (1941)